# 貝雷斯蒂夫卡 (日托米爾州)
50°20′26″N 27°28′34″E / 50.34056°N 27.47611°E
贝雷斯蒂夫卡（烏克蘭語：Берестівка），是烏克蘭的村落，位於該國北部日托米爾州，由兹维亚赫尔区巴拉尼夫卡市镇負責管轄，面積21.65平方公里，海拔高度229米，2001年該村落人口460。